# آراندیگا
آراندیگا (به اسپانیایی: Arándiga) یک دهستان در اسپانیا است که در استان ساراگوسا واقع شده‌است. آراندیگا ۵۰ کیلومتر مربع مساحت و ۴۷۲ نفر جمعیت دارد و ۴۶۲ متر بالاتر از سطح دریا واقع شده‌است.